# 龙泉镇 (阳高县)
龙泉镇是中华人民共和国山西省大同市阳高县下辖的一个镇，2001年由原城关镇、孙仁堡乡合并而来。 2021年4月，撤销北徐屯乡，整建制并入龙泉镇。以原北徐屯乡和原龙泉镇的行政区域为龙泉镇的行政区域。

## 行政區劃
龙泉镇下辖以下地区：
西北街社区、东北街社区、西南街社区、东南街社区、新华街社区、站前街社区、光荣街社区、幸福里社区、振华路社区、金光街社区、西北村、西南村、东南村、东关村、南关村、八里台村、青顺堡村、义合村、颜家沟村、胡窑村、花窑村、张小村、龙泉寺村、富贵村、景家庙村、兴隆巷村、李官屯村、旧孙仁堡村、谢家屯村、燕家堡村、新孙仁堡村、太师庄村、守口堡村、鹿角沟村、小龙王庙村、砖楼村、乳头山村和虎头山村。